# 小松市立図書館
小松市立図書館（こまつしりつとしょかん）は、石川県小松市の芦城公園内にある公立図書館である。

## 概要

### 所在地
- 石川県小松市丸の内公園町19番地（芦城公園内）

### 開館時間と休館日
開館時間
- 平日 10時 - 19時（12月から2月は10時 - 18時）
- 土日・祝日 9時 - 17時

休館日
- - 月曜日（月曜日が祝日の場合はその翌日）
  - 特別館内整理期間（9月後半）
  - 年末年始（12月30日 - 1月3日）

### 貸出
一人本10冊・雑誌5冊・カセットテープ5点、
ビデオテープ・DVD・CDはあわせて3点借りられる。
本・雑誌・カセットテープは2週間、
ビデオテープ・DVD・CDは1週間借りられる。

### 貸出期間の延長
延長は1回に限る。ただし、予約のある資料、返却日を1週間以上過ぎた場合はできない。（本・雑誌に限る） 

### 森山啓記念室
小松市ゆかりの作家・森山啓に関連した資料（蔵書、原稿等）を展示している。

### 移動図書館車
移動図書館車「みどり号」が決められたステーションを巡回している。